# Güterzuganbindung
| |                      |                           |                           |
| Streckennummer (DB): | 4615                 |                           |                           |
| Kursbuchstrecke (DB): | 750.1                |                           |                           |
| Streckenlänge: | 1,148 km             |                           |                           |
| Spurweite: | 1435 mm (Normalspur) |                           |                           |
| Streckenklasse: | D4                   |                           |                           |
| Stromsystem: | 15 kV, 16,7 Hz ~     |                           |                           |
| Maximale Neigung: | 17,8 ‰               |                           |                           |
| Streckengeschwindigkeit: | 100 km/h             |                           |                           |
| Zugbeeinflussung: | ETCS Level 2, PZB    |                           |                           |
| |                      |                           |                           |
| \| \| \| von Plochingen \| \| \| \| \| Wendlingen (Neckar) \| 264 m ü. NHN \| \| \| \| nach Oberlenningen \| \| \| \| 0,000 \| nach Immendingen \| nach Immendingen \| \| \| 0,286 \| Unterfahrung BAB (172 m) \| Unterfahrung BAB (172 m) \| \| \| \| Trog (318 m) \| \| \| \| 0,777 \| Albvorlandtunnel \| Albvorlandtunnel \| \| \| \| nach Stuttgart \| \| \| \| 1,148 \| Wendlingen Rübholz (Abzw) \| Wendlingen Rübholz (Abzw) \| \| \| \| von Ulm \| \| \| \| \| \| \| \| Quellen: [1][2] \| \| \| \| |                      |                           |                           |
| Strecke |                      | von Plochingen            | von Plochingen            |
| Bahnhof |                      | Wendlingen (Neckar)       | 264 m ü. NHN              |
| Abzweig geradeaus und nach links |                      | nach Oberlenningen        | nach Oberlenningen        |
| Abzweig geradeaus und nach rechts | 0,000                | nach Immendingen          | nach Immendingen          |
| Tunnel | 0,286                | Unterfahrung BAB (172 m)  | Unterfahrung BAB (172 m)  |
| |                      | Trog (318 m)              |                           |
| Tunnelanfang | 0,777                | Albvorlandtunnel          | Albvorlandtunnel          |
| Abzweig geradeaus und ehemals von rechts (im Tunnel) |                      | nach Stuttgart            | nach Stuttgart            |
| Blockstelle (im Tunnel) | 1,148                | Wendlingen Rübholz (Abzw) | Wendlingen Rübholz (Abzw) |
| Strecke (im Tunnel) |                      | von Ulm                   | von Ulm                   |
| |                      |                           |                           |
| Quellen: |                      |                           |                           |

Die Güterzuganbindung ist eine 1,148 Kilometer lange, eingleisige Eisenbahnstrecke. Sie dient als Verbindungskurve zwischen dem Bahnhof Wendlingen (Neckar) an der Bahnstrecke Plochingen–Immendingen und der Schnellfahrstrecke Wendlingen–Ulm.
Die Strecke dient langfristig dazu, Güterzüge auf die Schnellfahrstrecke Wendlingen–Ulm und umgekehrt zu führen. Die Inbetriebnahme im Planverkehr erfolgte zusammen mit dieser am 11. Dezember 2022. Bis zur für Dezember 2026 geplanten Inbetriebnahme der Schnellfahrstrecke Stuttgart–Wendlingen als Teil von Stuttgart 21 wird die Güterzuganbindung von allen auf der Schnellfahrstrecke Wendlingen–Ulm verkehrenden Reisezügen befahren.

## Verlauf

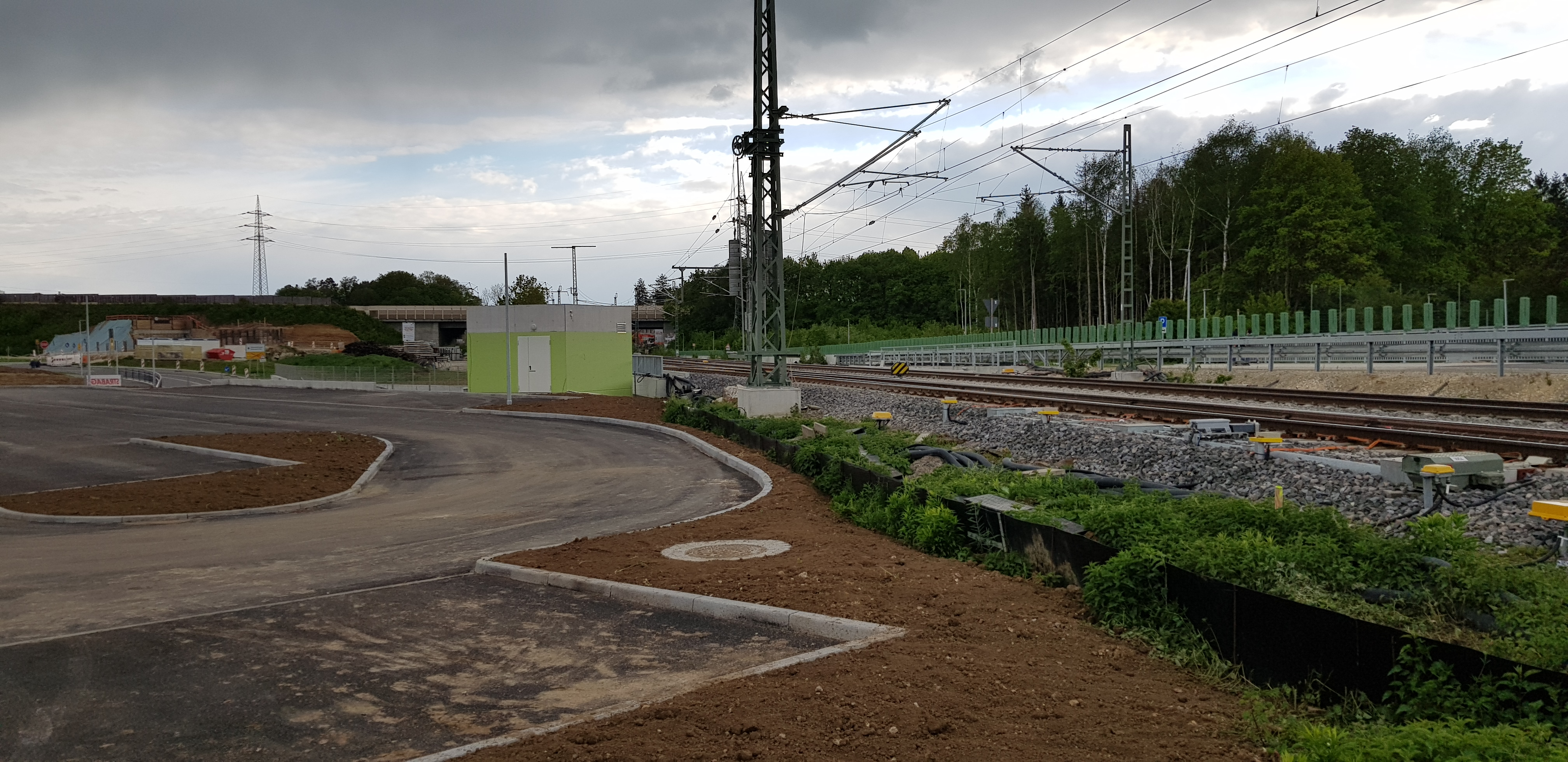
Ausfädelung der Güterzuganbindung im Südkopf des Bahnhofs Wendlingen, Bauzustand Mai 2019

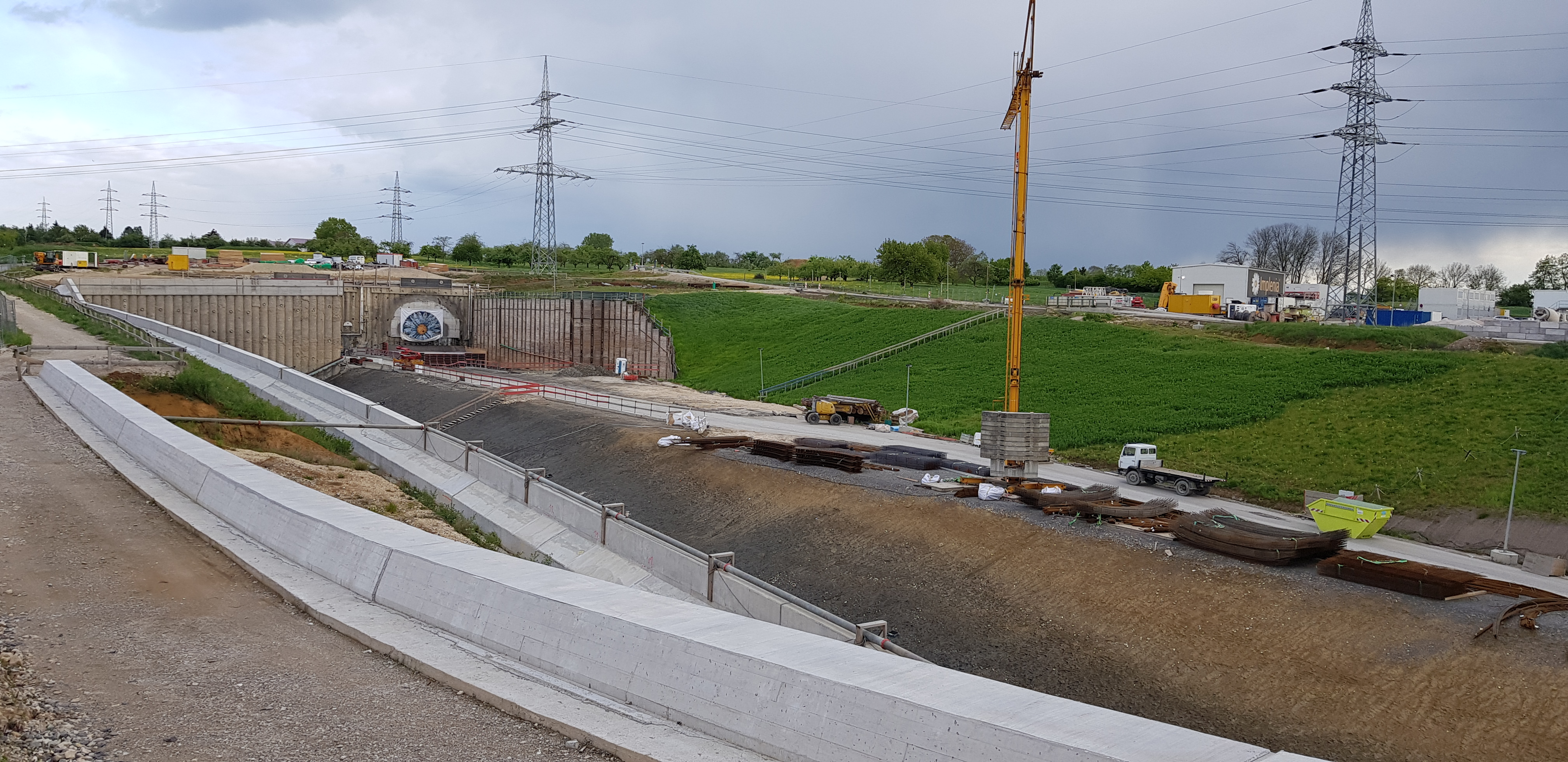
Blick auf das Westportal des Albvorlandtunnels. Die Güterzuganbindung verläuft entlang der Stützwand und fädelt im linken Bereich ein (Bauzustand Mai 2019)

Die Strecke zweigt am südlichen Ende des Bahnhofs Wendlingen (Neckar) von der Bahnstrecke Plochingen–Immendingen in südöstlicher Richtung ab, unterquert nach 286 m die Bundesautobahn 8 mittels der 172 m langen Unterfahrung BAB und führt dann in Troglage 318 m weit zum Westportal des Albvorlandtunnels. Im Tunnel verläuft die Strecke dabei zunächst in einer eigenen 203 m langen Röhre, die dann in einem trompetenförmigen Aufweitungsbereich mit der Hauptröhre zusammenläuft, durch die das Streckengleis Ulm–Stuttgart verläuft. An der Abzweigstelle Wendlingen Rübholz, die sich 371 m nach dem Westportal befindet, fädelt die Güterzuganbindung in das nördliche Gleis der Schnellfahrstrecke ein. Die maximale Längsneigung liegt bei 25 Promille, die Entwurfsgeschwindigkeit lag zunächst bei 80 km/h.
Eine Verbindung zum Streckengleis Stuttgart–Ulm besteht erst nach rund 8 km östlich des Albvorlandtunnels an der Überleitstelle Nabern. Züge von der Güterzuganbindung nach Ulm fahren bis dorthin im Gegengleis.
Die Strecke war ursprünglich mit einer Länge von 1,13 km geplant. Davon sollten etwa 175 m im Tunnel GZA unter BAB A8 verlaufen.
Im Zuge einer letzten Planänderung 2020 wurde am Abzweig Rübholz eine größere Weiche eingebaut, sodass die zulässige Geschwindigkeit auf den östlichen 600 m der Strecke auf 100 km/h angehoben werden konnte. Zusammen mit weiteren Maßnahmen trug diese Änderung dazu bei, das seit Ende 2022 laufende Betriebsprogramm mit wirtschaftlich optimaler Betriebsqualität zu fahren.

## Geschichte

### Planung
Das Konzept der Güterzuganbindung ging aus dem Wunsch hervor, die Güterzugtauglichkeit der Schnellfahrstrecke Wendlingen–Ulm zu verbessern. Sie sollte, nach dem Planungsstand von 1991, in Wendlingen aus der Oberlenninger Strecke ausfädeln, nördlich parallel zur Bundesautobahn 8 verlaufen, diese unterqueren und anschließend nordöstlich des Albvorlandtunnels in die Schnellfahrstrecke nach Ulm einfädeln. In der Planung der Variante H der Neubaustrecke Stuttgart–Ulm war die Güterzuganbindung berücksichtigt. Sie sollte am östlichen Ortsrand von Ötlingen von der Bestandsstrecke Wendlingen–Kirchheim ausfädeln und überwiegend im Tunnel verlaufen.
In der 1995 vorgelegten Machbarkeitsstudie des Projekts Stuttgart 21 war die Güterzuganbindung optional vorgesehen. Nach dem Planungsstand von 1996 sollte die von Wendlingen kommende Trasse zunächst die Autobahn und die Schnellfahrstrecke unterqueren und anschließend in nordöstlicher Richtung in die Strecke Richtung Ulm einfädeln.
Sie ist Teil des Planfeststellungsabschnitts 2.1 der Neubaustrecke Wendlingen–Ulm. Der Planfeststellungsbeschluss für diesen Abschnitt erging am 23. März 2015. Er ist seit 1. Juni 2015 rechtskräftig. Die Unterfahrung der Autobahn wurde zunächst als GZA-Tunnel bezeichnet, die geplante Länge lag bei 203 m.

### Ausschreibung
Der Bau der beiden Tunnelabschnitte wurde, als Teil des Loses 2 des Planfeststellungsabschnittes 2.1, Mitte Februar 2015 europaweit ausgeschrieben.
Der Auftrag für den Bau des Albvorlandtunnels, der auch den Bau der Güterzuganbindung und der Kleinen Wendlinger Kurve umfasst, wurde am 18. Dezember für rund 380 Millionen Euro an Implenia vergeben. An dem Teilnahmewettbewerb zur europaweiten Ausschreibung hatten sich acht Bieter beteiligt.

### Bau

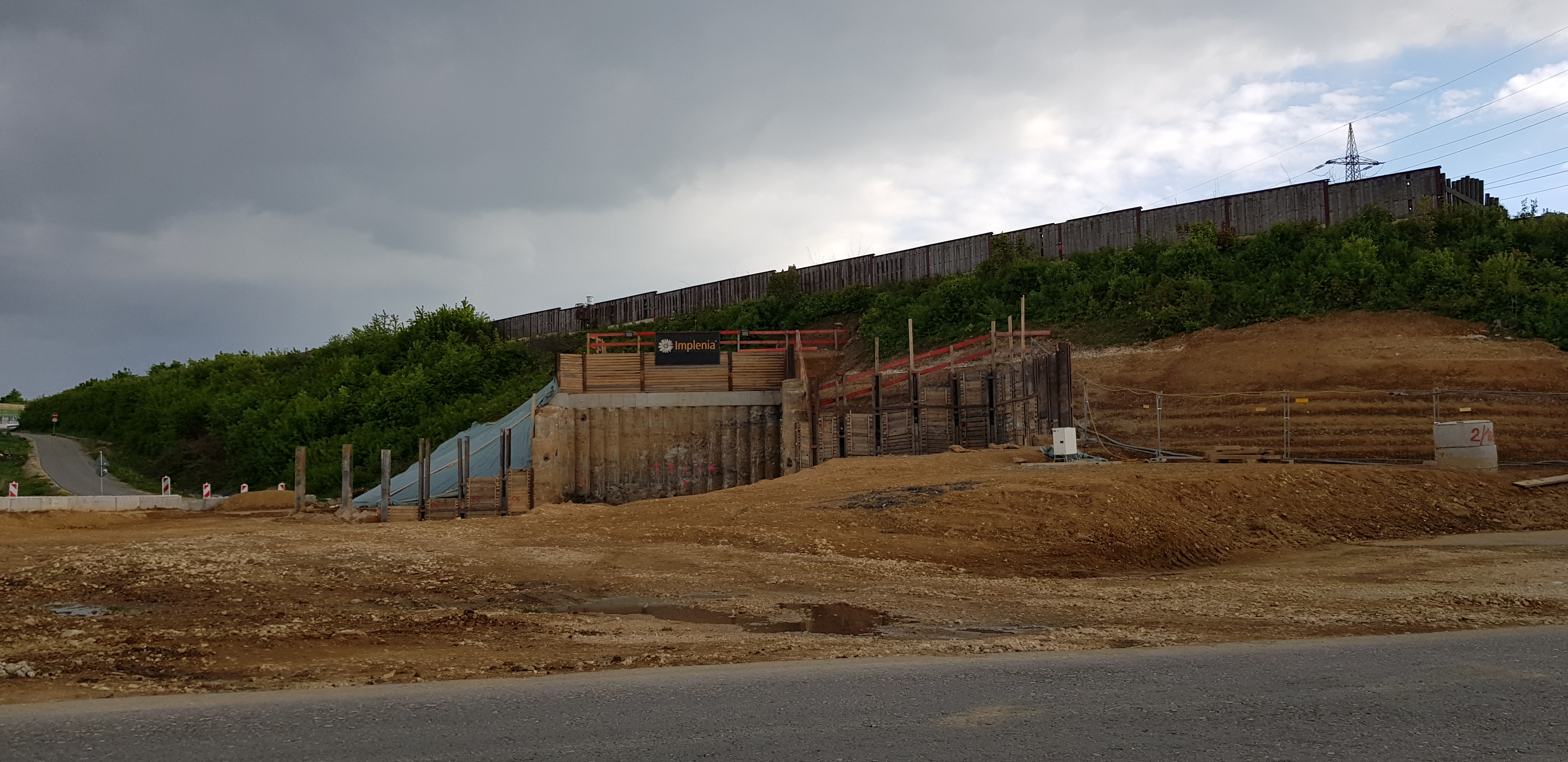
Westportal des Tunnels, Bauzustand Mai 2019

Im Januar 2016 begannen die Baumaßnahmen mit Rodungsarbeiten entlang der Bestandsstrecke. Zwischen Nürtingen und Wendlingen wurde bis Mai 2019 ein Gleiswechselbetrieb eingebaut. Der Beginn des Tunnelvortriebs schloss daran an.

### Betrieb
Bis zur für Dezember 2026 geplanten Inbetriebnahme von Stuttgart 21 werden alle über die Schnellfahrstrecke Wendlingen–Ulm verkehrenden Reisezüge über die Güterzuganbindung geführt.
Außer den Fernzügen zählt dazu die Regionalverkehrslinie RE 200 (bis 2024 IRE 200), die den Bahnhof Merklingen bedient. Ebenso wie der Fernverkehr soll künftig auch der Regionalverkehr über die Schnellfahrstrecke Stuttgart–Wendlingen weitergeführt werden, wodurch die Nutzung der Güterzuganbindung entfällt. 2023 wurde darauf hingewiesen, dass die eingleisige Güterzuganbindung ein Nadelöhr darstelle, falls eine Fortführung der Verbindung zwischen Wendlingen und Merklingen gewünscht würde. Denn ein Zug aus Richtung Plochingen/Wendlingen in Richtung Ulm muss bei der Einfädelung in die Schnellfahrstrecke bei Wendlingen im ganzen Albvorlandtunnel im Gegengleis fahren. Erst nach dem Tunnel existiert eine Überleitstelle auf das andere Gleis. Somit wird eine relativ große Zuglücke benötigt.
Im Januar 2024 befuhr während des Streiks der Gewerkschaft Deutscher Lokomotivführer erstmals ein Güterzug die Strecke.

### Weitere Planungen
Der Verband Region Stuttgart erwägt, die Bahnstrecke Wendlingen (Neckar)–Oberlenningen östlich von Wendlingen durch einen 1,6 km langen Tunnel mit der Güterzuganbindung zu verbinden und anschließend die Bestandsstrecke durch Wendlingen zurückzubauen. Die S-Bahn Richtung Kirchheim würde in einer ersten Baustufe dabei eingleisig aus dem offenen Bereich der Güterzuganbindung ausgefädelt werden. Das S-Bahn-Gleis würde im weiteren Verlauf die Autobahn unterqueren, Wendlingen-Unterboihingen südöstlich in einem Tunnel umfahren und im Bereich des Speckwegs die bestehende Strecke erreichen. In einer zweiten Baustufe würde durch ein zweites Gleis eine höhenfreie Ausfädelung aus der Strecke Plochingen–Immendingen realisiert werden. Für eine optionale Express-S-Bahn ist eine Verbindung zwischen der Großen Wendlinger Kurve und der Güterzuganbindung über eine etwa 300 Meter lange Gleisverbindung vorgesehen.

## Technik
Die Güterzuganbindung ist teilweise mit ETCS Level 2 ausgerüstet. Das Einstiegssignal Richtung Ulm wurde dabei auf der Kurve angeordnet, das zugehörige Zufahrtsicherungssignal im anschließenden Albvorlandtunnel. Richtung Wendlingen soll die Kurve dagegen mit konventioneller Leit- und Sicherungstechnik befahren werden.
Im Albvorlandtunnel wurde auf der Güterzuganbindung eine Deckenstromschiene eingebaut.